# Tetsugyū Enshin
Tetsugyū Enshin (鉄牛円心)
(1254 - 1326) est un moine bouddhique de l'école rinzai du temple Tōfuku-ji et disciple d'Enni Ben'en. Il est célébré en tant que fondateur du temple Kōmyōzen-ji (光明禅寺) dans la province de Chikuzen, l'actuelle préfecture de Fukuoka,.